# Gilles Francru
Gilles Francru   (Eure, 27 de maig de 1952) és un antic pilot de motociclisme francès que va destacar en competicions de motocròs i enduro. Va guanyar un Campionat de França de motocròs de 125 cc (1972) i una de les primeres edicions de l'Enduro de Le Touquet (1977). Aquest darrer èxit el va aconseguir amb una Husqvarna davant de 820 competidors i 40.000 espectadors (a títol de comparació, el 2019 hi havia 2.299 pilots i 500.000 espectadors a Le Touquet).
El 1984 va abandonar el motocròs per tal de dedicar-se a l'enduro i els ral·lis raid. Al llarg de la seva carrera va participar en nou edicions del Ral·li Dakar. A la de 1981, on va córrer dins l'equip Fenwick KTM al costat de Yann Cadoret, Elia Andrioletti i Philippe Augier, va acabar-hi en cinquena posició final. Actualment, Francru és el director de l'equip de Yamaha al Ral·li Dakar i regenta una botiga de motocicletes Yamaha a Gisors.